# Hithalahalli, Kunigal
Hithalahalli là một làng thuộc tehsil Kunigal, huyện Tumkur, bang Karnataka, Ấn Độ.